# Cornus obliqua
Cornus obliqua — вид квіткових рослин із родини деренових (Cornaceae). Поширений у східній частині Сполучених Штатів й Канади. Це кущ до 5 метрів заввишки; листки волосисті; пелюстки кремові; кістянки сині, стаючи білуватими.

## Морфологічна характеристика
Це кущ до 5 метрів заввишки; кореневища відсутні. Стебла скупчені, гілки іноді вигинаються до землі та вкорінюються у вузлах; кора зелено-коричнева або темно-коричнева, не пробкова, здається плетеною, розколюється вздовж. Гілочки абаксіально (низ) зелені, абаксіально від темно-бордового до зеленого, восени стають червоно-бордовими, у молодому віці густо запушені. Листкова ніжка 6–20 мм; листкова пластинка від ланцетної до вузько-еліптичної, 4–12 × 1–5 см, верхівка загострена, абаксіальна поверхня блідо-білувато-жовта, волоски білі, всі притиснуті і жорсткі, пучки волосків відсутні в пазухах вторинних жилок, середня жилка і вторинні жилки густо опушені, адаксіальна поверхня темно-зелена, волоски притиснуті. Суцвіття 2–7 см у діаметрі. Квітки: гіпантій густо притиснуто-запушений, особливо біля основи; чашолистки 1–2.3 мм; пелюстки кремові, 3.8–5 мм. Кістянки сині, частина під прямими сонячними променями вибілюється, кулясті, 5–9 мм; кісточка куляста, 4–6 мм, нерівномірно поздовжньо ребриста, верхівка загострена. 2n = 22.

## Середовище проживання
Канада (Нью-Брансвік, Онтаріо, Квебек); США (Міссурі, Вермонт, Канзас, Массачусетс, Мічиган, Південна Дакота, Нью-Гемпшир, Нью-Джерсі, Мериленд, Огайо, Арканзас, Коннектикут, Округ Колумбія, Оклахома, Вісконсин, Міннесота, Нью-Йорк, Кентуккі, Західна Вірджинія, Мен, Іллінойс, Род-Айленд, Пенсільванія, Вірджинія, Теннессі, Небраска, Північна Дакота, Індіана, Айова). Населяє алювіальні ліси, береги річок і струмків, вологі луки, болота, канави; на висотах 0–1500 метрів.

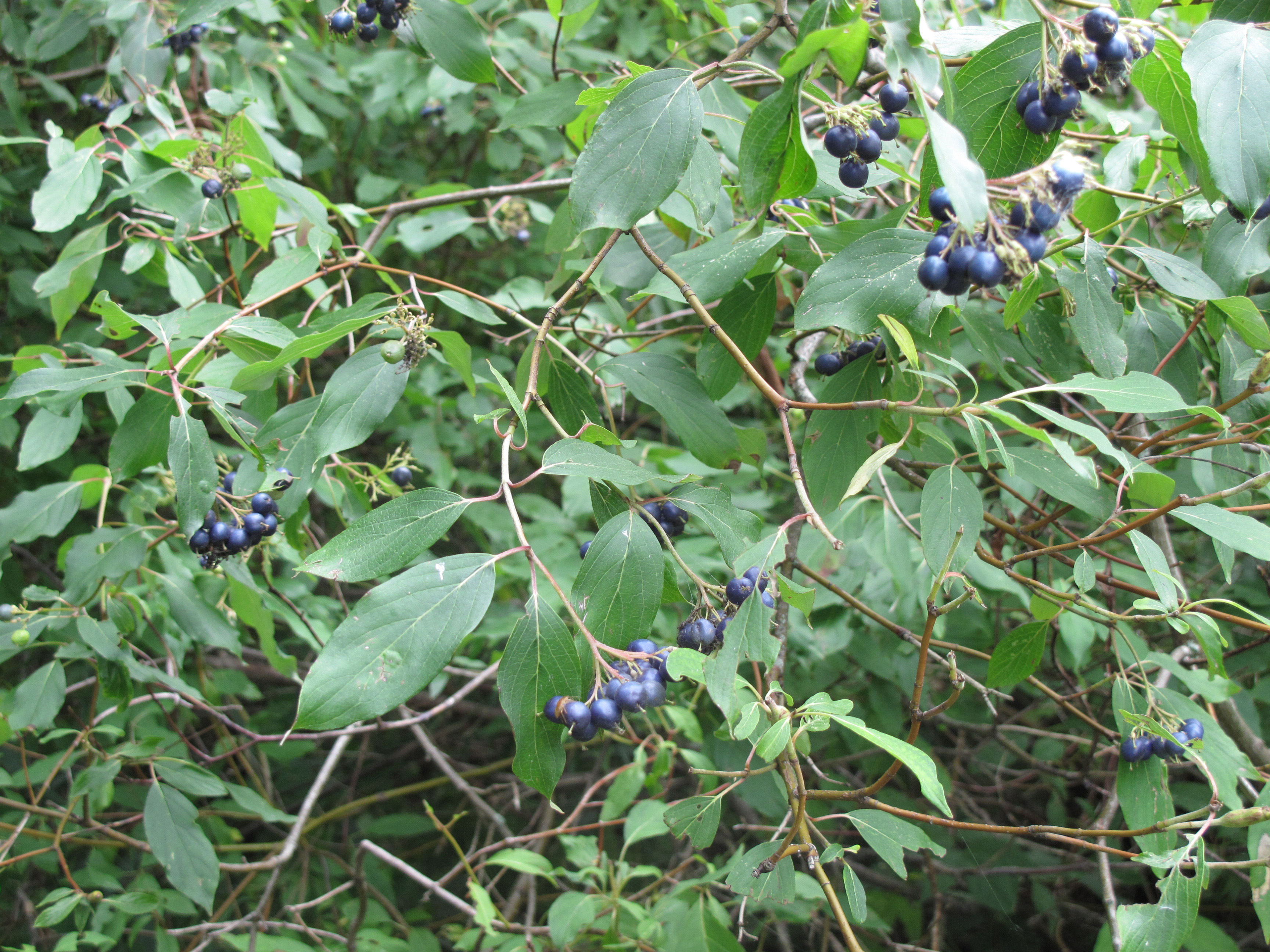